# Cobitis paludica
Cobitis paludica – gatunek słodkowodnej ryby karpiokształtnej z rodziny piskorzowatych (Cobitidae).

## Występowanie
Dorzecze rzeki Tag na Półwyspie Iberyjskim.